# Поливка, Йиржи
Йиржи Поливка (Юрий Иванович; 1858—1933) — чешский филолог. Сторонник теории миграции (заимствования) Теодора Бенфея. 

## Биография
Йиржи Поливка родился в 1858 году в австрийском городе Энсе. Слушал лекции в Праге и Загребе, путешествовал по славянским землям, занимался рукописями в петербургских и московских библиотеках. Профессор славянской филологии чешского Пражского университета. 
Член-корреспондент Санкт-Петербургской академии наук c 01.12.1901 по отделению русского языка и словесности. Член-корреспондент Русского географического общества по Отделению Этнографии с 11 (24) февраля 1905 года.
Йиржи Поливка умер 21 марта 1933 года в городе Праге.

## Избранная библиография
- «Paläographische, grammatische und kritische Eigenthümlichkeiten in dem Makedonischen Praxapostolus» («Archiv für slav Phil.», X),
- исследования о Никодимовом Евангелии в славянских литературах («Časop. Česk. Mus.», 1890—1891),
- статьи о Шафарике, Грибоедове, Пыпине.
- Особую группу научных работ Поливки составляют его сравнительные исследования сказочных сюжетов у славянских народов; синтезом их являются крупные сочинения «О srovnávnacím studiu tradic lidových» и «Pohádkoslovné Studie» (Прага, 1904).